# Filip Mielke
Filip Mielke (9 aprile 2005) è un calciatore slovacco, difensore del Podbrezová.

## Carriera

### Club
Cresciuto nel settore giovanile del Podbrezová, ha debuttato in prima squadra il 5 aprile 2022 nell'incontro di 2. Liga (seconda divisione slovacca) pareggiato 1-1 contro il Šamorín, contribuendo così alla vittoria del campionato. Ha giocato il suo primo incontro in Superliga l'11 marzo del 2023, contro lo Spartak Trnava.

### Nazionale
Ha giocato con le nazionali giovanili slovacche Under-17, Under-18, Under-19 ed Under-21.

## Statistiche

### Presenze e reti nei club
Statistiche aggiornate al 7 giugno 2025.
| Stagione        | Squadra         | Campionato      | Campionato | Campionato | Coppe nazionali | Coppe nazionali | Coppe nazionali | Coppe continentali | Coppe continentali | Coppe continentali | Altre coppe | Altre coppe | Altre coppe | Totale | Totale | Totale |
| Stagione        | Squadra         | Comp            | Pres       | Reti       | Comp            | Pres            | Reti            | Comp               | Pres               | Reti               | Comp        | Pres        | Reti        | Pres   | Reti   |        |
| --------------- | --------------- | --------------- | ---------- | ---------- | --------------- | --------------- | --------------- | ------------------ | ------------------ | ------------------ | ----------- | ----------- | ----------- | ------ | ------ | ------ |
| 2021-2022       | Podbrezová      | 1L              | 1          | 0          | CS              | 0               | 0               | -                  | -                  | -                  | -           | -           | -           | 1      | 0      |        |
| 2022-2023       | Podbrezová      | SL              | 2          | 0          | CS              | 1               | 0               | -                  | -                  | -                  | -           | -           | -           | 3      | 0      |        |
| 2023-2024       | Podbrezová      | SL              | 12         | 0          | CS              | 5               | 0               | -                  | -                  | -                  | -           | -           | -           | 17     | 0      |        |
| 2024-2025       | Podbrezová      | SL              | 19         | 0          | CS              | 1               | 0               | -                  | -                  | -                  | -           | -           | -           | 20     | 0      |        |
| Totale carriera | Totale carriera | Totale carriera | 34         | 0          |                 | 7               | 0               |                    | -                  | -                  |             | -           | -           | 41     | 0      |        |

## Palmarès

### Club

#### Competizioni nazionali
- 2. Liga: 1

Podbrezová: 2021-2022